# Partit Liberal (Ruanda)
El Partit Liberal (francès Parti Libéral, kinyarwanda Ishyaka ry’Ukwishyira Ukizana) és un partit polític liberal de Ruanda liderat per Donatille Mukabalisa.

## Història
El partit es va establir el 1991. Tot i que es va negar a unir-se al govern format per Sylvestre Nsanzimana, al cap d'un any es va unir al govern de Dismas Nsengiyaremye a l'abril de 1992. Com a resultat de la seva participació en el govern, i els esforços dels associats del president Juvénal Habyarimana el partit es va dividir en faccions pro i anti-govern.
Es va unir al govern liderat pel Front Patriòtic Ruandès de 1994 després del final del genocidi. Prosper Higiro es va convertir en líder del partit l'any 2001. A les eleccions parlamentàries ruandeses de 2003 el partit va rebre l'11% dels vots i va obtenir sis dels 53 escons elegits.
El 2007, Protais Mitali va ser escollit líder del partit. Una disputa sobre la realització de les eleccions va provocar que dos diputats i cinc càrrecs fossin expulsats del partit. A les eleccions parlamentàries ruandeses de 2008 va veure caure el vot fins al 7,5%, i la seva presència es va reduir a quatre escons.
Higiro va ser nominat com a candidat del partit a les eleccions presidencials ruandeses de 2010, rebent l'1,4% dels vots. A les eleccions parlamentàries ruandeses de 2013, el partit va rebre el 9% dels vots, guanyant cinc escons. La cap del partit Donatille Mukabalisa fou nomenada presidenta de la Cambra de Diputats.

## Resultats electorals

### Eleccions presidencials
| Any  | Candidat       | Vots   | %     | Resultat  |
| ---- | -------------- | ------ | ----- | --------- |
| 2010 | Prosper Higiro | 68,235 | 1.37% | No electe |

### Cambra de Diputats
| Any  | Lider          | Vots    | %      | Escons | +/– | Pos. |
| ---- | -------------- | ------- | ------ | ------ | --- | ---- |
| 2003 | Prosper Higiro | 396,978 | 10.56% | 6 / 80 | 7   | 3r   |
| 2008 | Prosper Higiro | 348,186 | 7.50%  | 4 / 80 | 2   | = 3r |
| 2013 | Prosper Higiro |         | 9.29%  | 5 / 80 | 1   | = 3r |
| 2018 | Prosper Higiro | 479,631 | 7.20%  | 4 / 80 | 1   | = 3r |